# Zekarský průsmyk (Malý Kavkaz)
Zekarský průsmyk, též jen Zekari, (gruzínsky ზეკარის უღელტეხილი Zekaris ugeltechili, též jen ზეკარი Zekari) je průsmyk v Malém Kavkazu. Název je odvozen z gruzínského mze karibche (მზე კარიბჭე), v překladu „sluneční brána“.

## Geografie
Protíná Meschetský hřbet v nadmořské výšce 2 182 m. Spojuje kraje Imeretie (okres Bagdati) na severu a Samcche-Džavachetii (okres Adigeni) na jihu. Průsmykem prochází rozvodí řek Rioni a Kury a současně hlavní rozvodí mezi Černým mořem a Kaspickým mořem.

## Doprava
Průsmykem prochází horská silnice Kutaisi – Bagdati – Abastumani – Benara, která na jižní straně ústí do hlavní silnice Batumi – Achalciche. Na severní straně průsmyku byla původně vedena soutěskou řeky Chanisckali přes osadu Zekari.
Po výstavbě nové asfaltové vozovky do Sairme v roce 2010 byla údržba původní cesty ukončena, takže její průjezdnost v Zekari končí. Nová horská silnice do Abastumani je vedena údolím řeky Cablarisckali ze Sairme přes sedlo 2283 m (souřadnice: 41°50′16,01″ s. š., 42°49′28,99″ v. d.) mezi horami Kazatrenilo a Didimagala, kde pokračuje po jižním svahu k Zekarskému průsmyku. Tam se napojuje na původní silnici.

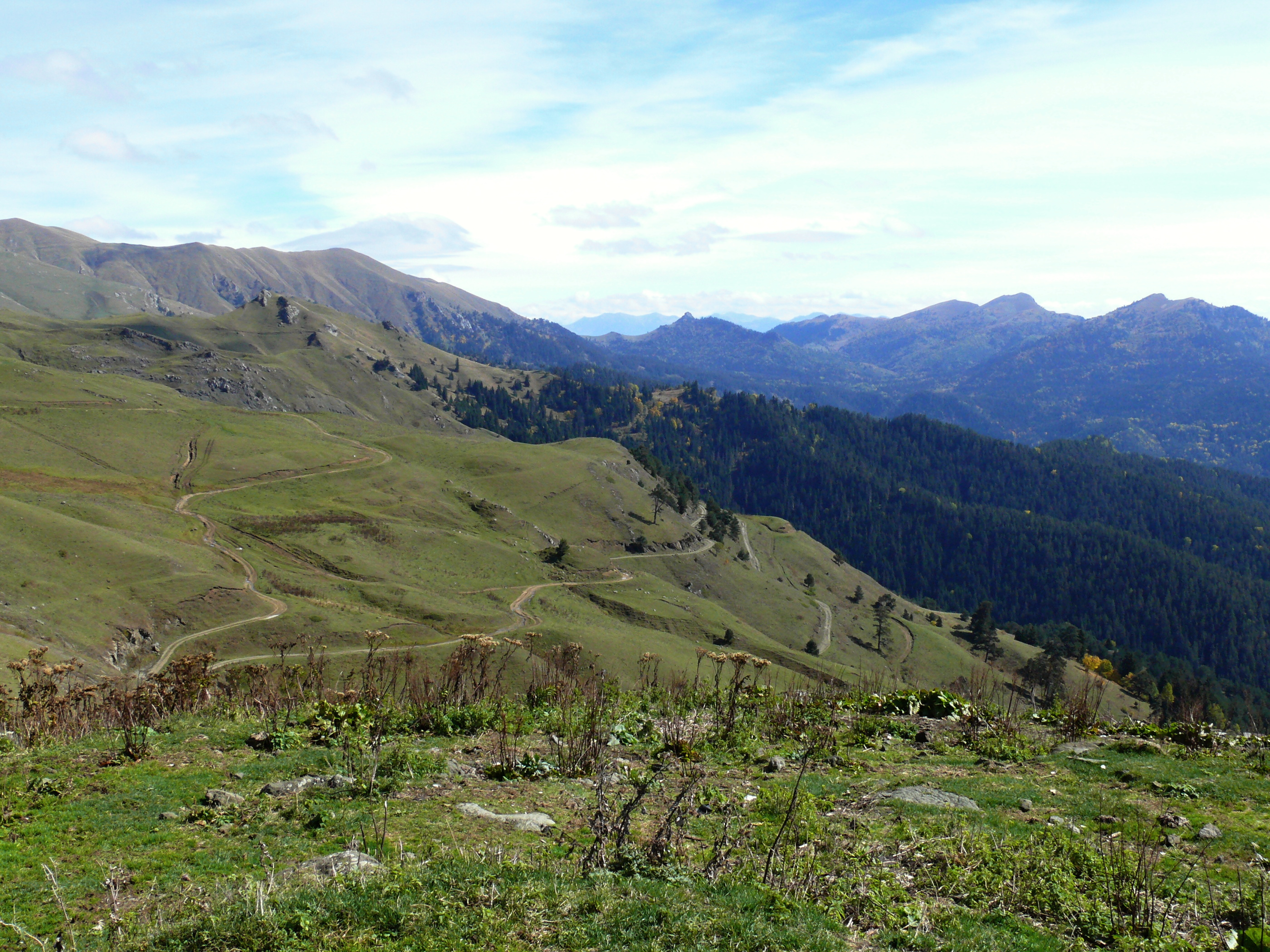
Horská silnice od průsmyku do Abastumani na jižním svahu
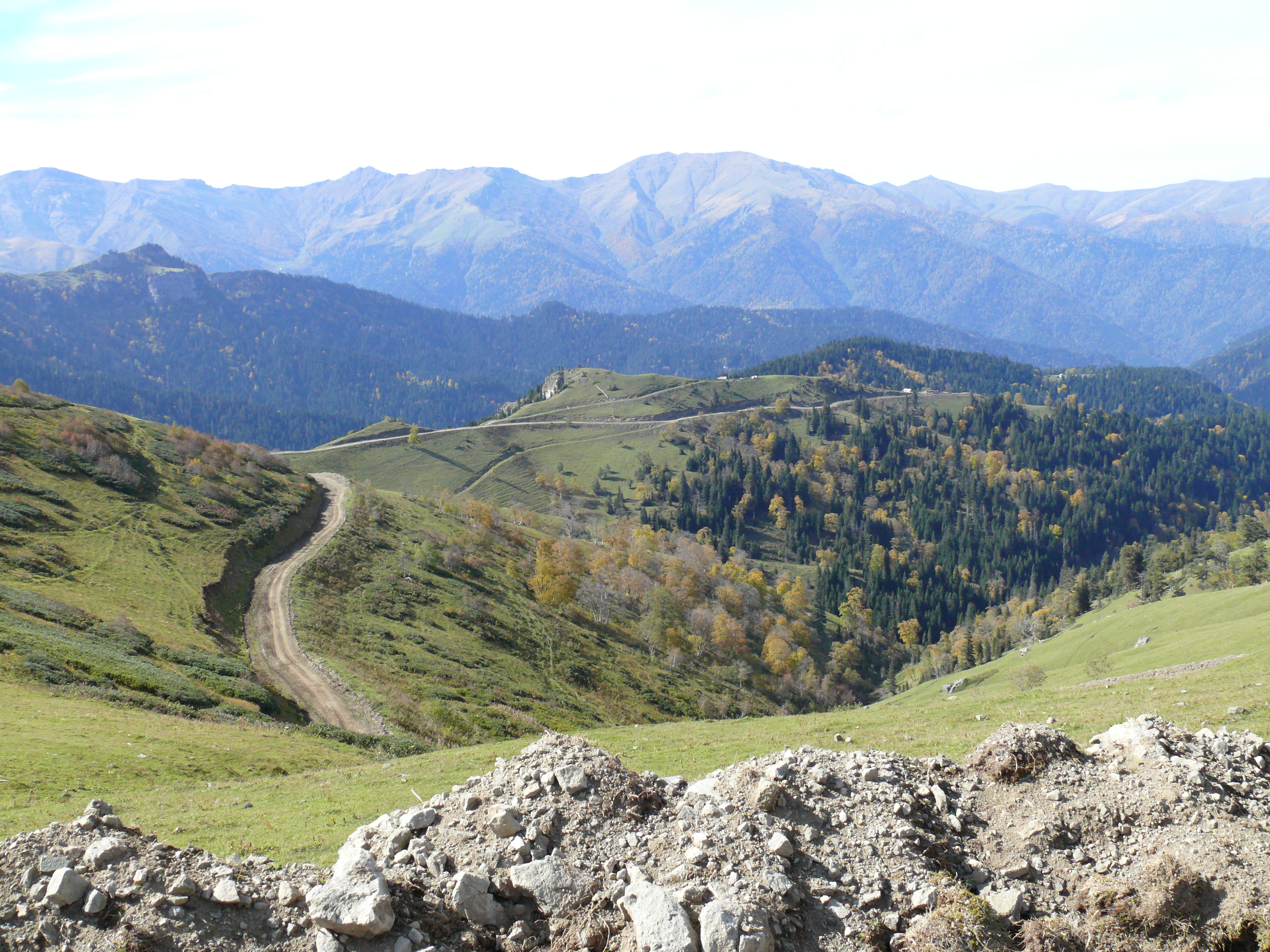
Horská silnice od průsmyku do Sairme na severním svahu pod sedlem 2283 m
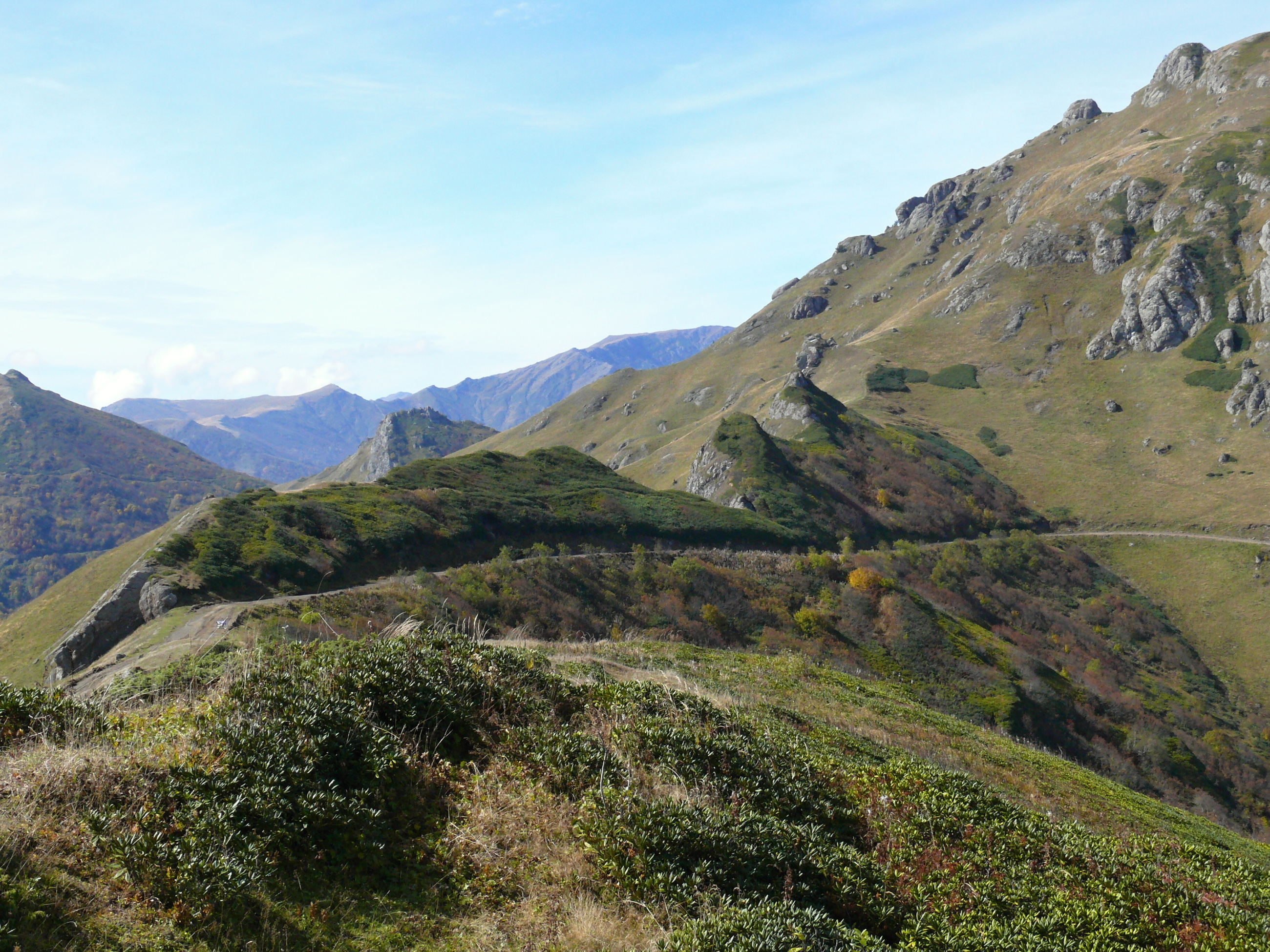
Pohled na sedlo 2283 m z úbočí Kazatrenilo